# Президент на Грузия
Президентът на Грузия (на грузински: საქართველოს პრეზიდენტი) е церемониален държавен глава на Грузия, както и главнокомандващ на отбранителните сили. Конституцията определя президентската длъжност като „гарант за единството и националната независимост на страната“.
Президентът до голяма степен е фигура, както в много парламентарни демокрации. Изпълнителната власт е на правителството и министър-председателя. Длъжността е въведена за първи път от Върховния съвет на Република Грузия на 14 април 1991 г., пет дни след обявяването на независимостта на Грузия от Съветския съюз. Президентът има петгодишен мандат, като има право и на едно преизбиране. Назначава се чрез преки избори.
Настоящият президент е Михаил Кавелашвили. Избран по новите правила от Парламента на Грузия и първият президент на Грузия избран не пряко

## Списък на президентите на Грузия
| No.                                                                      | Име                                     | Картинка | Встъпи в длъжност                       | Напуснал поста                                           | Време в офиса                               | Партия                       | Избори    |
| ------------------------------------------------------------------------ | --------------------------------------- | -------- | --------------------------------------- | -------------------------------------------------------- | ------------------------------------------- | ---------------------------- | --------- |
| 1                                                                        | Звиад Гамсахурдия (1939–1993)           |          | 14 април 1991                           | 6 януари 1992 (свален)                                   | 267 дни                                     | Свободна Грузия              | 1991      |
| офиса на президента беше вакантен от 6 януари 1992 до 26 ноември 1995 г. |                                         |          |                                         |                                                          |                                             |                              |           |
| 2                                                                        | Едуард Шеварднадзе (1928–2014)          |          | 26 ноември 1995                         | 23 ноември 2003 (подава оставка)                         | 7 години,и 362 дни                          | Съюз на гражданите на Грузия | 1995 2000 |
| —                                                                        | Нино Бурджанадзе (родена 1964) служебен |          | (1) 23 ноември 2003 (2) 25 ноември 2007 | (1) 25 януари 2004 (2) 20 януари 2008                    | (1) 63 дни (2) 56 дни                       | Единно национално движение   | служебен  |
| 3 (3)                                                                    | Михаил Саакашвили (роден 1967)          |          | (1) 25 Януари 2004 (2) 20 януари 2008   | (1) 25 ноември 2007 (подаде оставка) (2) 17 ноември 2013 | (1) 3 години, 304 дни (2) 5 години. 301 дни | Единно национално движение   | 2004 2008 |
| 4                                                                        | Гиорги Маргвелашвили (роден 1969)       |          | 17 ноември 2013                         | 16 декември 2018                                         | 5 години, 29 дни                            | Грузинска мечта              | 2013      |
| 5                                                                        | Саломе Зурабишвили (родена 1952)        |          | 16 декември 2018                        | 29 декември 2024                                         | 6 години, 9 дни                             | Независима                   | 2018      |
| 6                                                                        | Михаил Кавелашвили (роден 1971)         |          | 29 декември 2024                        | действащ                                                 | 7 месеца и 1 ден                            | Грузинска мечта              | 2024      |

Източник какво означават 
(1) - първият мандат на Михаил Саакашвили и първият мандат на Нино Бурджанадзе.
(2) - Вторият мандат на Михаил Саакашвили и вторият мандат на Нино Бурджанадзе.
(3) - избор за втори път на Михаил Саакашвили на поста президент на Грузия